# 周美里
周美里，台灣政治人物，曾任台灣團結聯盟副秘書長兼文宣部主任、政策部執行長及台灣圖博之友會會長，曾任群策會政策研究處處長等。其夫婿為達賴喇嘛的姪子、西藏人民議會議員凱度頓珠。

## 外部連結
- 台灣團結聯盟（繁體中文）
- 群策會（页面存档备份，存于）（繁體中文）
- 台灣圖博之友會（页面存档备份，存于）（繁體中文）